# Sudakaya
Sudakaya es una banda de Reggae fusión formada en la ciudad de Ambato (Ecuador) en el año 2002, con tendencias contemporáneas de Reggae, Ska, Salsa, Ragga, Rap, Punk, Drum n' Bass, que se cohesionan desde una visión Sudamericana

## Trayectoria
En el año 2003 editan independientemente el que sería su primer disco llamado Todo va bien, que les lleva a diferentes escenarios de todo el país, especialmente el Festival del día de la Música (2003, '04, '06 y '07), Quito Fest (2003, '04, '07) y el show de Los Tetas en Quito (2004) .
En el mes de septiembre del 2004 inician una gira sudamericana que les llevará a Bogotá, Lima, Cuzco, Santiago, San Martín de los Andes, Córdoba y Buenos Aires en donde tienen la oportunidad de compartir escenario con el músico de Reggae Fidel Nadal (Todos tus Muertos) y diferentes bandas del movimiento reggae sudamericano.
En el mes de noviembre del año 2004 hacen la apertura del show de Vicentico en la ciudad de Quito, levantando excelentes críticas entre los medios de comunicación presentes y el público en general.
En el mes de enero del año 2005 continua la gira principal por los festivales de Argentina Oye Reggae 2005 y Cosquín Siempre Rock (Córdoba), alternando con gente como Flavio y la Mandinga, Alika, Pablo Molina, La Bersuit, Auténticos decadentes, Andrés Calamaro y otros.
En el resto del año 2005 ha significado una gira nacional de más de 40 fechas por todo el país (incluyendo el concierto de la Bersuit en Quito).
En el año 2006 continúan su gira por el país, tocando en gran parte del territorio ecuatoriano convirtiéndose en una banda reconocida y de carretera siendo definida por la prensa como una de las mejores agrupaciones musicales del país, todo esto mientras graban el E.P. Selekta Combinación con la colaboración de diferentes artistas. Cabe recalcar la participación de la Agrupación Alerta Kamarada (Bogotá) y el M.C. Kaer de Star Flam (Bélgica).
En el año 2007 se concentran en la producción de su nuevo disco de larga duración. Este trabajo refleja la evolución de la banda y su proyección internacional.
El disco Terminal saldría a la venta en 2008, presentándolo en vivo en la Plaza del Teatro Nacional Sucre de Quito ante una multitud de seguidores y embarcándose en una gira de lanzamiento por las principales ciudades del país.
En 2009 la banda realiza con éxito su primera gira por Europa que les lleva a tocar en Bélgica, Holanda, Francia, Alemania y España, con una gran acogida entre el público. Presentan su primer videoclip "Salgo" el cual se ubica en los primeros puestos en rankings de las cadenas MTV y Much Music. También en 2009 se hacen presentes en el festival de Negros y Blancos en Pasto, en el festival Altavoz en Medellín el segundo escenario en importancia en Colombia.
Para abril del 2010 lanzan su segundo videoclip "Sale el Sol" rodada en Medellín, Colombia. En julio presentan su música en Rock al Parque, el escenario más importante de su vecino país y preparan una gira nacional para celebrar los ocho años de la banda.
En el año 2012 anuncian su separación con una gira de 9 fechas por Estados Unidos, que culminó con una presentación en el festival internacional de música y cine South by Southwest en Austin, Texas. Tras la gira publican su tercer disco de larga duración titulado "Diez" en honor a sus 10 años de trayectoria. El primer sencillo fue la canción "Jamaicuadorian", una colaboración con el MC jamaiquino Menny More, cuyo video fue filmado en Miami.
Su último concierto fue el 12 de agosto de 2012 en la décima edición del festival internacional de música independiente Quito Fest.

## La Cosecha- Regreso
En el 2017 anuncian su regreso con el tour La Cosecha y su primer concierto de retorno se realiza cerrando el festival Saca el Diablo. A partir de esto el tour continúa por Punta Carnero (Latido Music Festival), Riobamba (Mutant Fest), Ambato (Festival FFF) y más.

## Polémica 2020
En el 2020  Hugo Caicedo, vocalista de la banda, fue acusado de agredir a su  novia y exesposa. Hecho que terminó con la desvinculación del integrante de la banda.
- Datos: Q2362975